# Benjamin Kuciński
Benjamin Kuciński (* 1. Juni 1982 in Kattowitz) ist ein polnischer Geher.
Der U23-Europameister von 2003 über 20 km kam über dieselbe Distanz bei den Weltmeisterschaften 2003 in Paris/Saint-Denis auf Platz 26 und bei den Olympischen Spielen 2004 in Athen auf den zwölften Platz.
Bei den Weltmeisterschaften 2005 in Helsinki wurde er Siebter, und bei den Weltmeisterschaften 2007 in Osaka belegte er den 17. Rang.

## Persönliche Bestzeiten
- 5000 m Gehen: 19:25,18 min, 15. September 2001, Posen
- 10.000 m Gehen: 40:02,06 min, 4. Mai 2003, Spała
- 10 km Gehen: 39:08 min, 23. April 2005, Zaniemyśl
- 20 km Gehen: 1:20:34 h, 6. August 2005, Helsinki